# قطعنامه ۱۰۲۴ شورای امنیت
قطعنامه ۱۰۲۴ شورای امنیت سازمان ملل متحد که در تاریخ ۲۸ نوامبر ۱۹۹۵ تصویب شد، سندی بین‌المللی دربارهٔ اسرائیل-جمهوری عربی سوریه است. این قطعنامه طی نشست ۳۵۹۹ام با ۱۵ رای موافق، ۰ مخالف و ۰ ممتنع تصویب شد.